# Eupràxia de Bulgària
Eupràxia o Pérsia de Bulgària (Евпраксия Българска o Персика en búlgar) va ser una princesa búlgara del segle IX. Era la filla major del Kniaz Borís I de Bulgària (r. 852–889) i la seua segona esposa Maria. Els seus germans van ser el príncep Vladímir (r. 889–893), el tsar Simeó el Gran (r. 893–927), els prínceps Gabriel i Jacob i la princesa Anna. El seu nom apareix en l'Evangeli de Cividale de l'any 867 en el qual s'enumeren els fills de Boris.
En la pel·lícula búlara Borís I el paper de Eupraxia va ser interpretat per Aneta Petrovska.